# Кметове на Бяла Слатина
Това е списък на кметовете на община Бяла Слатина от Освобождението.

## Село Бяла Слатина
- Цело Нанков (1877-1882)
- Петко Тодоров Цигаровски - Цигарата (1883-1887)
- Иванчо Съйнов (1887-1889)
- Стефан Тодоров (1889-1894)
- Христо Вълчинов (1894-1895)
- Петър Цеков (1895-1897)
- Недялко Каменов (1897-1898)
- Гроздю Петков (1898-1899)
- Гето Иванов (1899-1900)
- Цветко Митов (1900-1901)
- Петър Цеков (1901)
- Божин Н. Дилков (1901-1902)
- Илия Петров (1902-1903)
- Васил Бенчов (1903)
- Цветко Митров (1903-1906)
- Манас Николов (1906-1907)
- Илия Кътов (1907-1908)
- Стоян Божинов (1908-1911)
- Нинчо Драгойчев (1911-1912)
- Атанас Драганов (1912-1913)[1]

## Град Бяла Слатина
- Илия Т. Калканов (1914-1918)
- Илия Калкановз Дико Илиев (1919)
- Дико Илиев (1920)
- Антон Николов (1921)
- Кирил Марков (1922-1923)
- Прокопи Йолов (1923-1923)
- Атанас Драганов (1924-1926)
- Марко Георгиев (1927-1928)
- Петър Димитров (1929-1931)
- Тодор Гетов (1932)
- Никола Карлуковски (1933-1934)
- Драгомир Влъчков (1935-1938)
- Левонид Петров (1939-1942)
- Кръстьо Петков
- Георги Монев (1945-1946)
- Георги Гецковски (1947-1950)
- Аспарух Стоичевски (1850-1951)
- Марко Проданов (1951-1952)
- Нейко Йотов (1952-1959)
- Христо Драгойчев (1959-1960)
- Борис Добринов (1962-1964)
- Митко Пешев (1964-1967)
- Лена Джелепова (1968-1969)
- Магдалена Петрова (1970-1978)
- Динка Стойкова (1979-1987)
- Димитър Йотов (1987-1989)
- Иван Георгиев (1989-1991)
- Атанас Драганов (1991-1995)
- Иван Георгиев (1995-1999)
- Милко Симеонов (1999-2007)
- Венцислав Василев (2007-2011)
- Иво Цветков (от 2011)